# Kanasin
Kanasin – zalesiony szczyt na terenie Pogórza Przemyskiego, położony w północnej części Masywu Suchego Obycza o wysokości 555 m n.p.m. Jego stoki opadają: na południe - ku dolinie potoku Turnica, zaś na północny zachód - ku dolinie potoku Borysławka i nieistniejącej wsi o tej samej nazwie.

## Szlaki turystyczne
- Kopystańka – Rybotycze – Kanasin – Suchy Obycz